# Инишвикиллан
Инишвикиллан (ирл. Inis Mhic Aoibhleáin, англ. Inishvickillaune, англ. Inishvickillane, англ. Inishvickillaun) — остров на юго-западе Ирландии, графство Керри, один из островов Бласкет. Был семейным островом фамилии Хоги (Haughey) (то есть островом премьер-министра Ирландии Чарльза Хоги).